# پروانه گوگردی
پروانه گوگردی (نام علمی: Gonepteryx rhamni) از گونه‌هایی است که در سال ۱۷۵۸ توصیف علمی شد. زیستگاه این پروانه در آسیا (تا شرقی‌ترین منطقه در مغولستان)، آفریقای شمالی و اروپا (دیده شده در نیمه جنوبی انگلستان و ایرلند) می‌باشد. این گونه در تیره کاهی‌بالان قرار دارد.

## ظاهر
بال‌های این پروانه در جنس نر به رنگ گوگردی و در جنس ماده دارای ته‌رنگ سبز بوده و هر دو جنس آن دارای تک‌خال‌های نارنجی رنگ هستند.

## نگارخانه

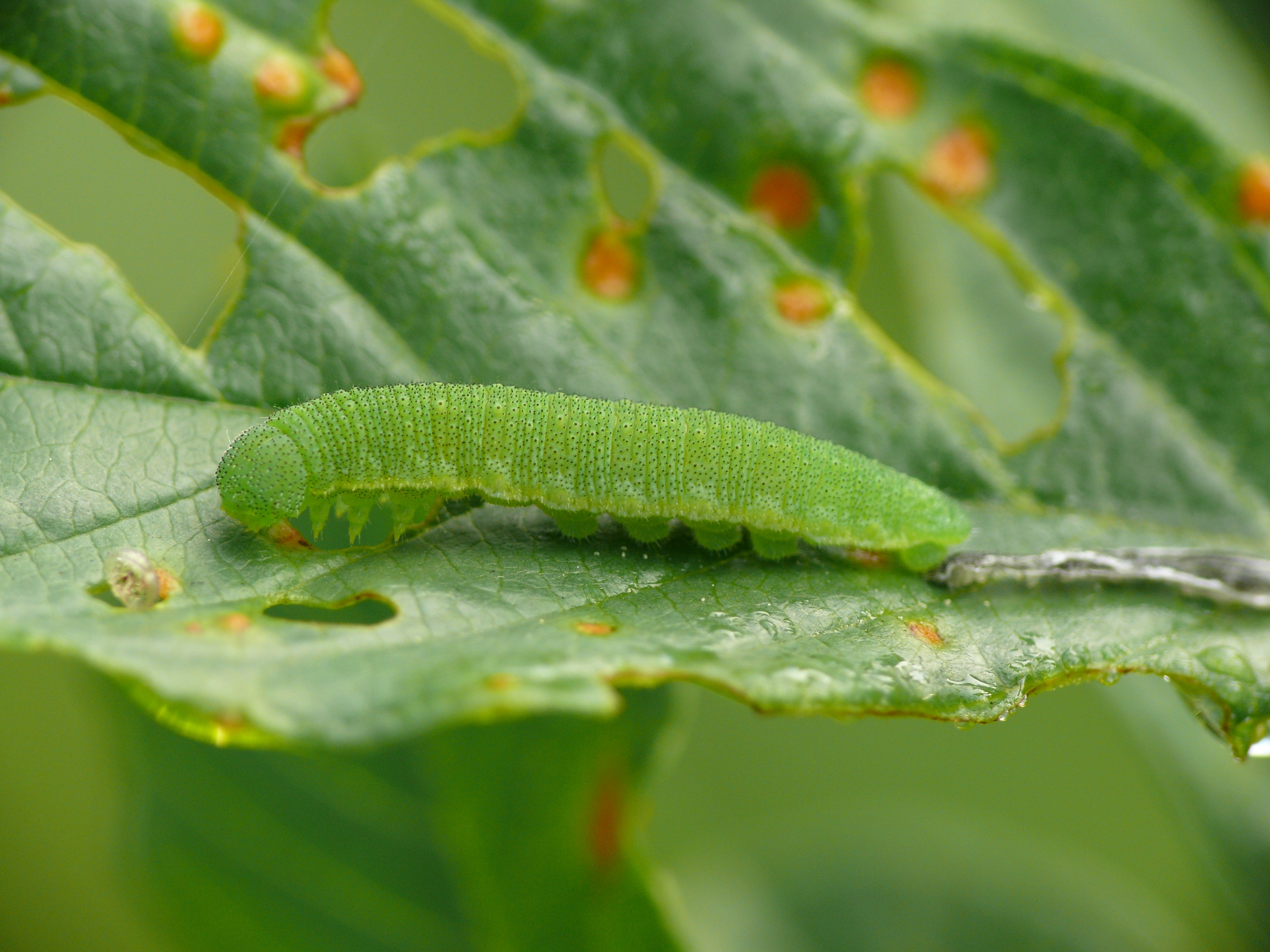
حالت کرم
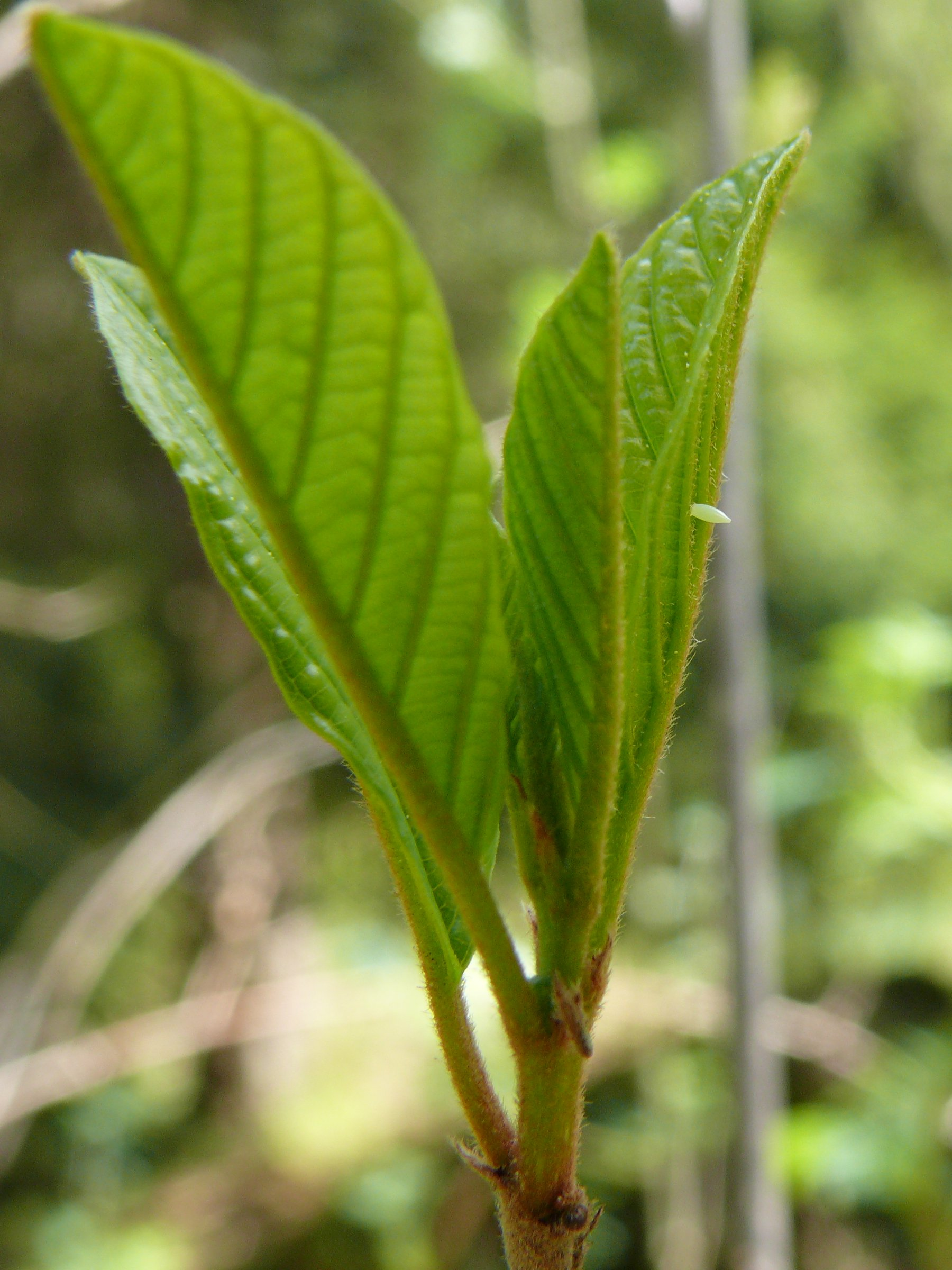
تخم
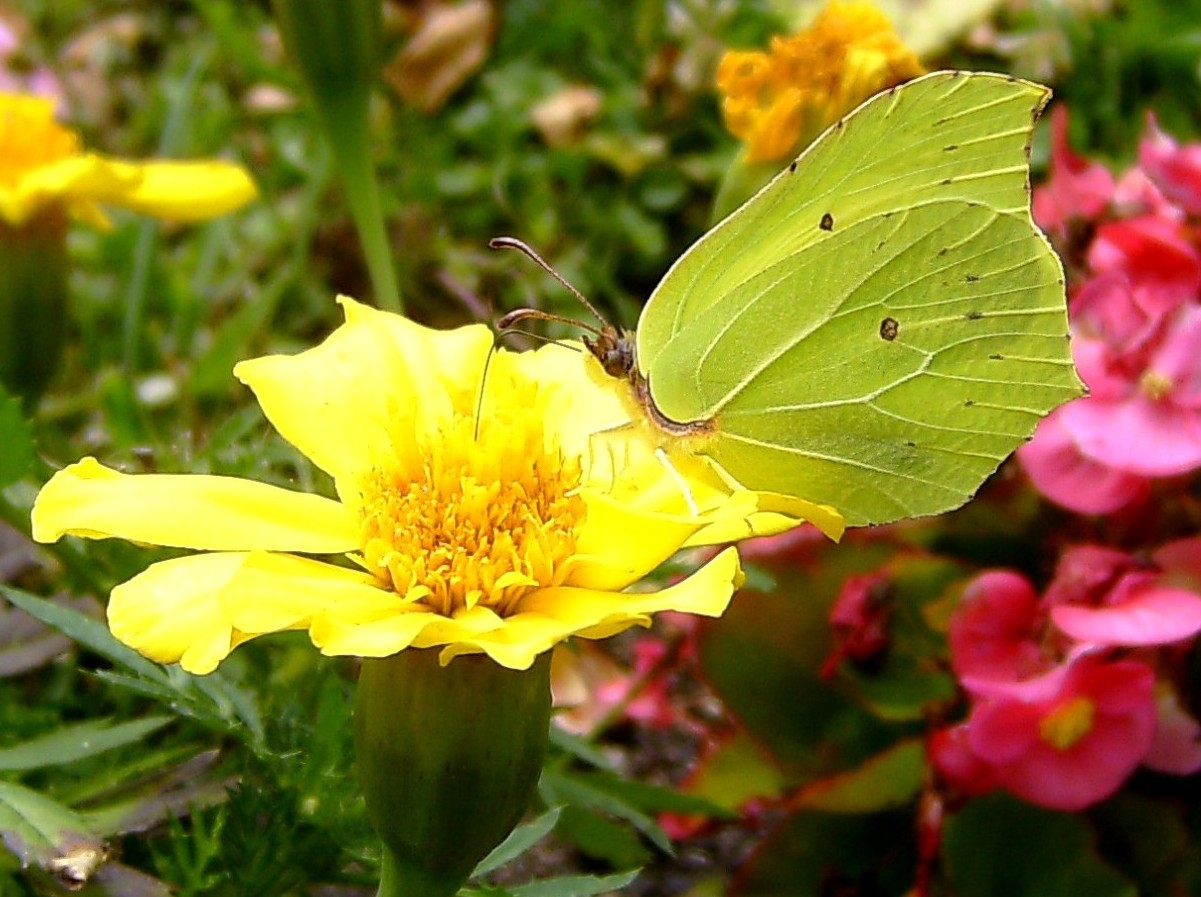
♂
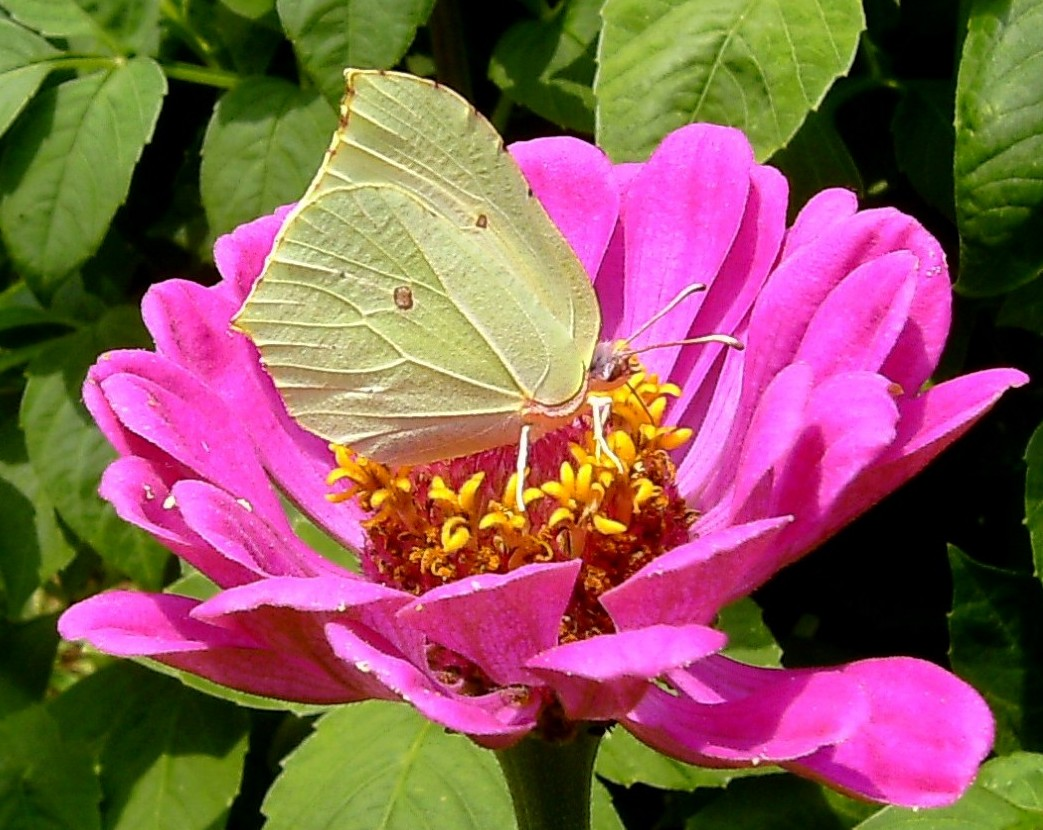
♀
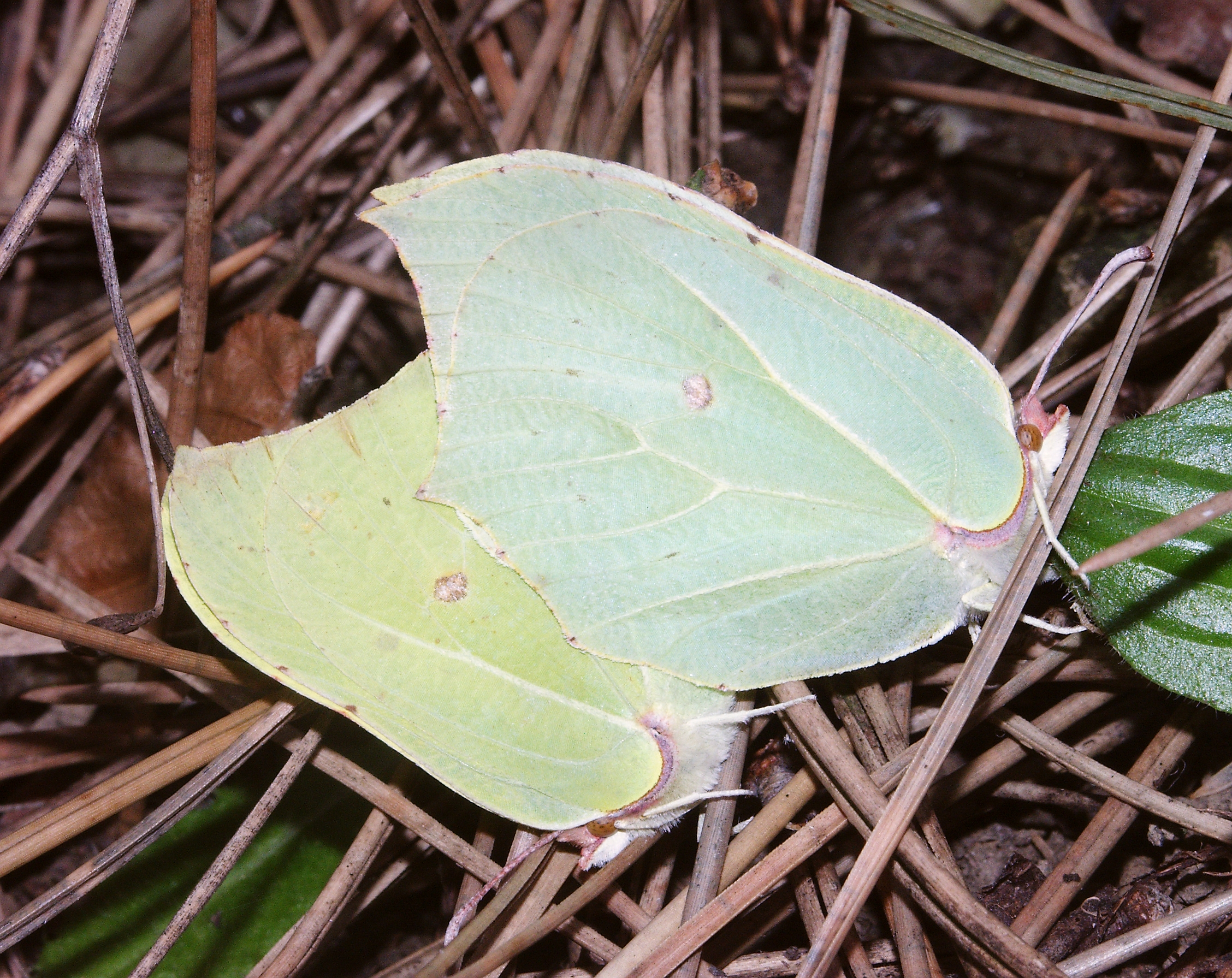
جفت‌گیری
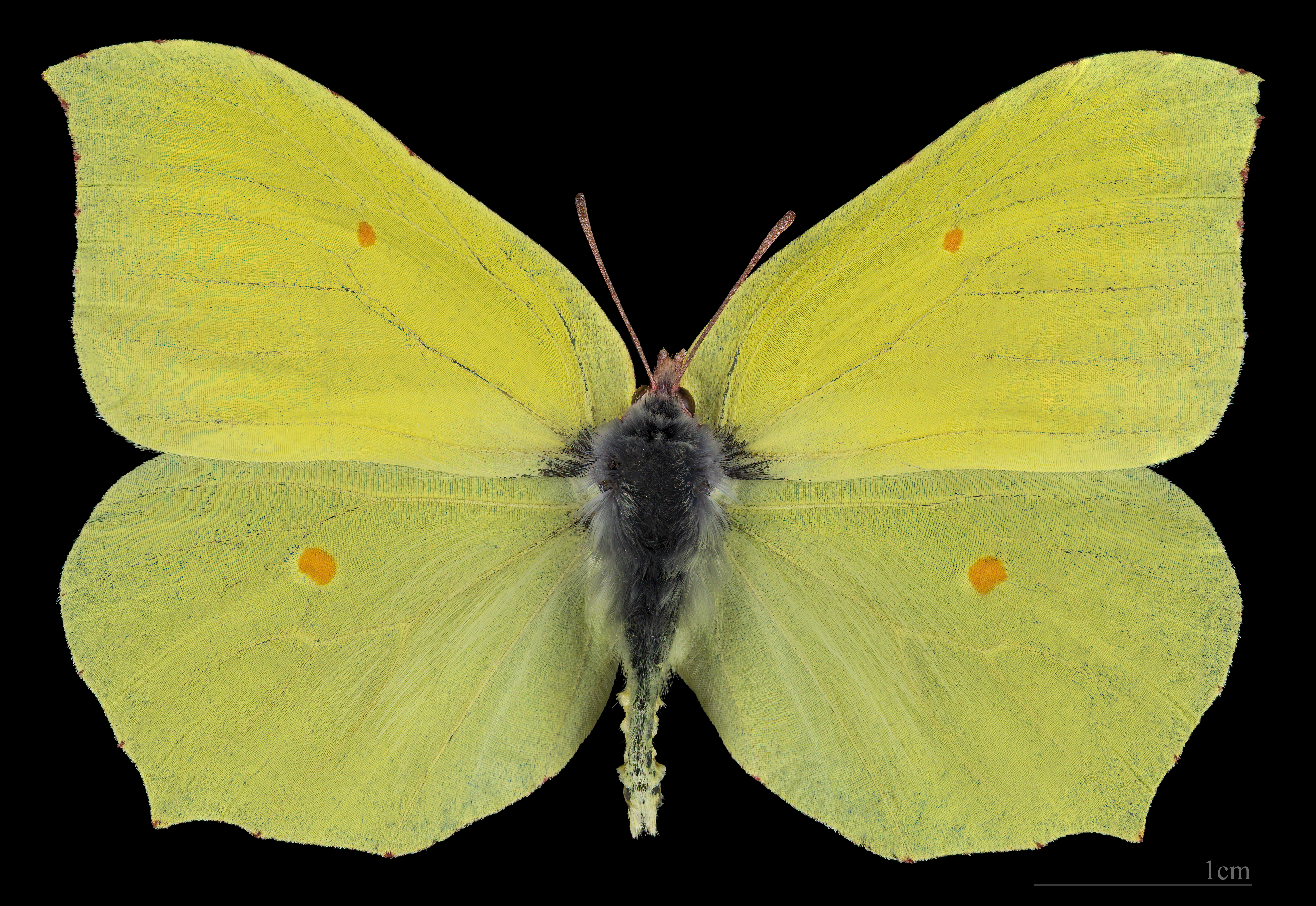
پروانه گوگردی نر ♂
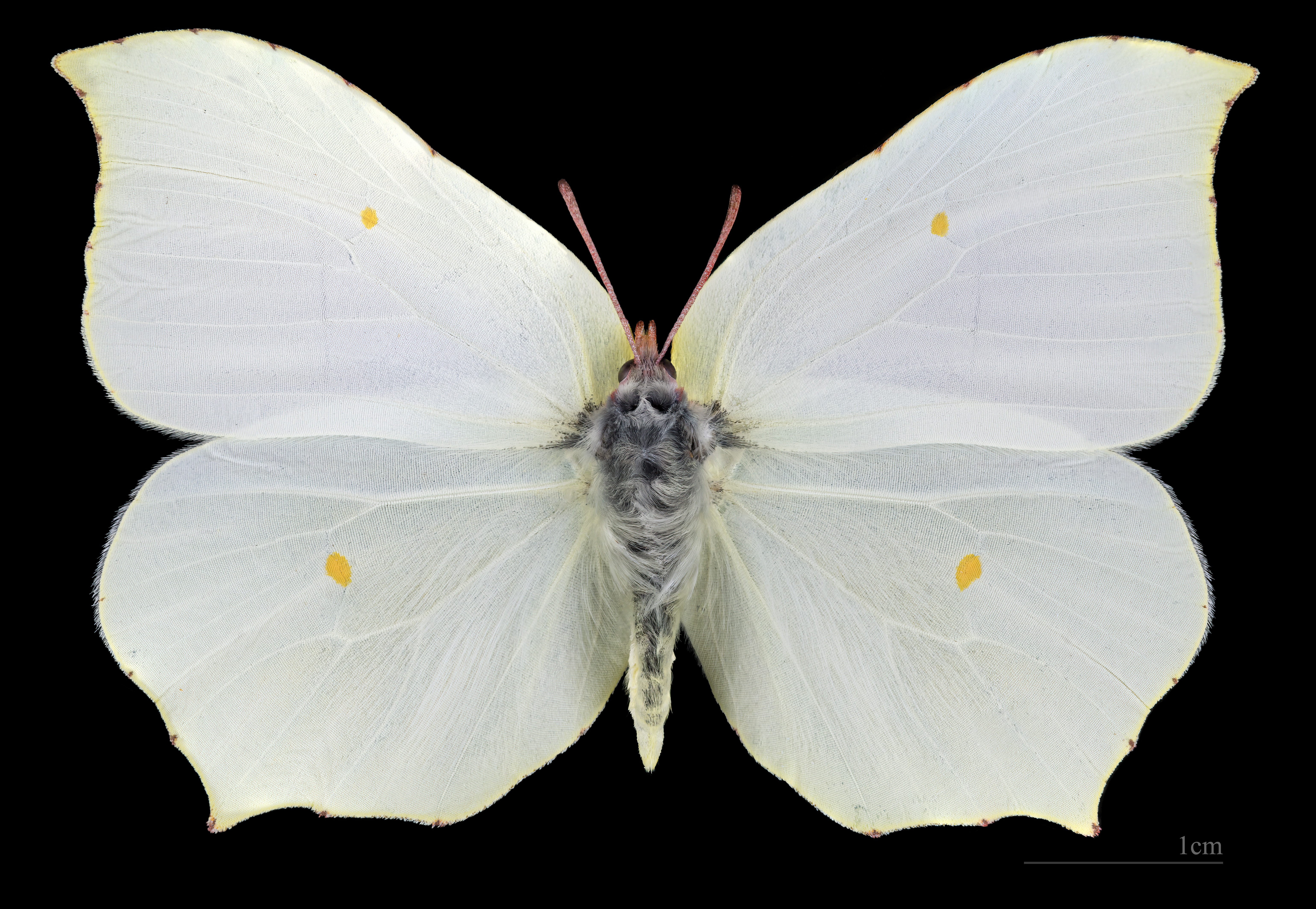
پروانه گوگردی ماده ♀